# Troleibuzele din Târgoviște
Rețeaua de troleibuz din Târgoviște a asigurat transportul electric din Târgoviște, județul Dâmbovița. Rețeaua a fost inaugurată în 4 ianuarie 1995 și a fost închisă în august 2005. Firele au fost demontate complet începând cu luna mai 2017.

## Linii

### Desființate
- 5: Micro XI - Gara CFR - Piața Doi Brazi
- 8: Piața Doi Brazi - Universitatea Valahia - Oțel Inox
- 14: Micro XI - Dealu Mare - Oțel Inox

## Flotă
Târgoviște a deținut în exploatare 5 troleibuze Rocar, dintre care 3 erau 217E, numerotate 101-103 și 2 erau 212E, numerotate 104 și 105.